# Notre Homer qui êtes un dieu
Notre Homer qui êtes un dieu (France) ou Le Temps d'une Inde (Québec) (Kiss, Kiss Bang Bangalore) est le 17e épisode de la saison 17 de la série télévisée d'animation Les Simpson.

## Synopsis

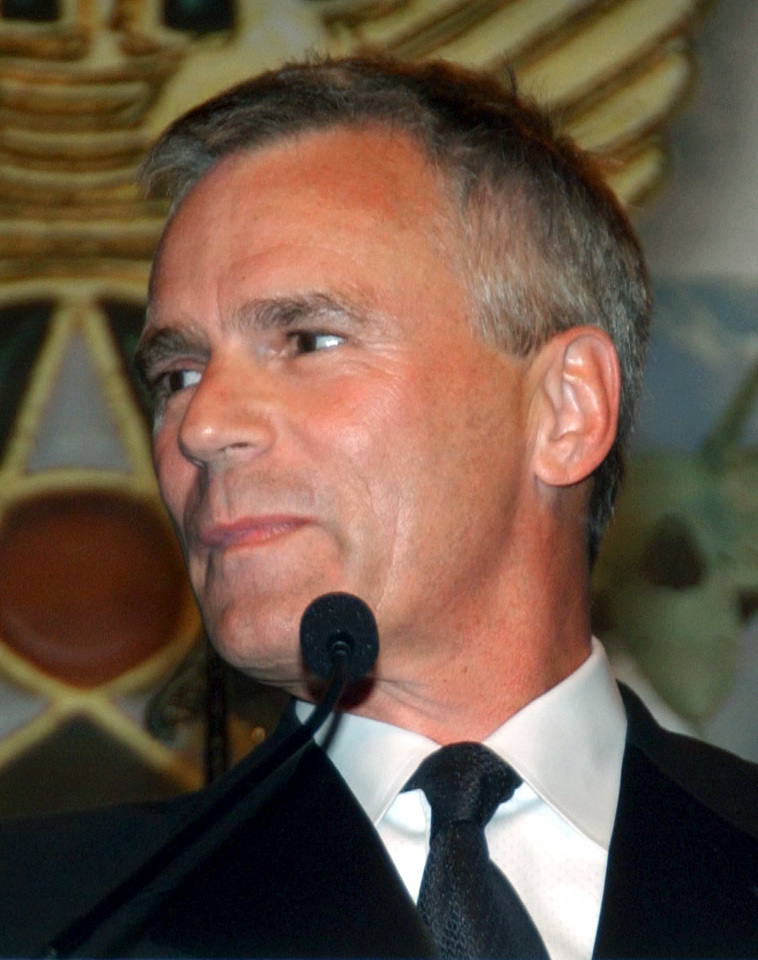
Richard Dean Anderson

Monsieur Burns décide de délocaliser la centrale nucléaire de Springfield en Inde. Il est obligé de garder au moins un employé et choisit Homer.
Arrivé en Inde, monsieur Burns confie la direction de la centrale à Homer, qui fait croire aux nouveaux employés qu'il est un dieu. Inquiets de ne plus avoir de nouvelles d'Homer, les Simpson et monsieur Burns retournent à la centrale. Là-bas, les employés leur expliquent qu'Homer est un dieu pour eux… car il a expliqué tous les avantages des employés américains. Les employés réclament alors la couverture maladie et l'augmentation des salaires. Monsieur Burns refuse et décide de délocaliser la centrale à Springfield. Les Simpson rentrent alors en Amérique.

## Invités et références culturelles
- Richard Dean Anderson apparait dans son propre rôle. En version française, il est doublé par son interprète officiel : Edgar Givry.
- En Inde, Homer Simpson porte une tenue et un maquillage de gourou, évoquant celui de Swami Srila Prabhupada, secte des dévots de Krishna.
- Cet épisode comporte de nombreuses références compréhensibles si on connaît le monde de l'Inde : par exemple, la vénération des vaches et aussi une réplique de monsieur Burns : « Son intégrité le rend « intouchable » ». En Inde, dans le système de castes, les intouchables sont les gens voués aux basses tâches, comme ramasser les déchets (ce qui explique la stupéfaction du public).
- Cet épisode rendant aussi hommage à Stargate SG-1, on peut penser que le fait qu'Homer se prenne pour un dieu est une référence aux Goa'ulds dans Stargate, des faux dieux.
- Monsieur Burns apparaît en Inde, sortant d'un panier en ondulant tel un naja.
- Le titre original de l'épisode est basé sur le titre du film Kiss Kiss Bang Bang (2005), avec amalgame du nom de la ville indienne de Bangalore. Par ailleurs, en argot américain, to bang signifie « copuler violemment » et galore « surabondance de choses agréables » (voir Webster's Dictionnary ps 171 et 932). Le titre français s'inspire de la première phrase du Notre Père.
- Le costume d'Homer (qui au début pensait arriver en Indiana) ressemble à celui de Mola Ram dans Indiana Jones et le Temple maudit.
- surréalisme : le décor des tours de refroidissement de la centrale atomique, au milieu d'une mégalopole asiatique ressemblant à Benares, sur la berge d'un fleuve (le Gange ?), dans lequel descendent les ghâts. D'ailleurs M. Burns, squelettique et en pagne, se laisse aller au fil du courant parmi les morts ornés de couronnes de fleurs.
- Encore plus surréaliste, et inspiré de Apocalypse Now : le décor de la centrale atomique cachée au fond de la jungle; une stūpa qui a la forme du crâne lisse et de la nuque taurine d'Homer, semblable à celle du colonel Kurtz. Au son de The End (la célèbre chanson des Doors) les Simpson débarquent d'un PBR (Patrol Boat, River) et découvrent dans le temple Homer, qui, enduit de safran et le crane peint, adoré par les masses, organise un combat entre un éléphant et un petit singe. L'incantation scandée par les fidèles qui se prosternent devant lui signifie « Vive le syndicat ! ».
- MacGyver-mania : après l'avoir adulé, enlevé, séquestré et ligoté, les sœurs de Marge ont trouvé un moyen pour se débarrasser de Richard : elles l'invitent à regarder leurs diapos du Musée de la Voiture Hippomobile (Remington Carriage Museum de Cardston, Alberta).
- délocalisation ("outsourcing") : Monsieur Burns est furieux de constater qu'Homer a accordé tous les avantages sociaux possibles aux salariés indiens de sa centrale (y compris le parachute doré), et que ceux qu'il espérait être des tiers-mondistes taillables et corvéables à merci sont parfaitement au fait du fonctionnement du système social occidental. Il décide alors de relocaliser sa centrale : « Bon, eh bien je n'ai plus qu'à trouver un endroit où les salariés seront plus malléables et ignorants… Springfield ! » (cf Wikiquote : "Well, I guess we'll have to find a place where the workers are more desperate and ignorant... Springfield !").
- Extériorisation : lors du final fantasmagorique à la Bollywood, Mr Burns autorise Smithers à se joindre aux danseurs. Smithers, dans un roulé-boulé félin, se lance alors au milieu d'un groupe de jeunes hommes (tel le Dr Watson avec les danseurs des Ballets russes dans le film La Vie privée de Sherlock Holmes de Billy Wilder), et, abandonnant sa rigidité de col-blanc occidental, se met à danser éperdument. On entend alors la célèbre chanson Pal Bhar Ke Liye, chantée par  Kishore Kumar, du grand film populaire hindi Johny Mera Naam (1970), dans lequel joue la star Dev Anand.[réf. nécessaire]

## Erreur
On apprend dans cet épisode que Marge serait née en mai alors que dans l'épisode Marge piégée par le net (Saison 18, épisode 17) elle sous-entend être née en octobre.
Au passage ou Bart chante, on voit la tasse qui disparaît en arrière plan, ensuite elle revient lorsque les Indiens se mettent à danser. 